# 向島連続少女殺人事件
向島連続少女殺人事件（むこうしまれんぞくしょうじょさつじんじけん）は、1936年（昭和11年）に東京市向島区（現在の東京都墨田区）において発生した18歳の少年による2件の殺人事件。なお少年が犯行を思いついたのは愛読していた探偵小説からだという。

## 事件の概要
1936年に、向島区吾嬬町にて2件の殺人が発生した。
1. 4月17日、10歳の少女が自宅横の空き地で惨殺された。
2. 5月31日、3歳の少女が自宅で就寝中に刺殺された。

いずれも現場が近く、一人で留守番している少女の頸部を刺すなど殺害の手口が酷似していたが、犯人の手がかりが少なかった。

## 犯行の動機
6月12日に、寺島警察署が刃物所持の容疑で取り調べていた18歳の無職の少年が犯行を自供したため逮捕した。調べによれば少年は小学校を卒業後、職業を転々としていたが、事件の少し前の4月8日に当時勤めていたライター製造工場を同僚に身体的なことをからかわれたことで退職していた。
その後少年は仕事をしているように家族に振舞っていたが、実際には遊んでいた。そのうち遊ぶ金が無くなり、金銭を獲得するために少年が愛読していた探偵小説の影響もあり強盗に及んだというものであった。なお、少年は小学校時代は成績優秀で親孝行であると良い評判であったという。